# Adelowalkeria
Genre
Adelowalkeria est un genre de lépidoptères (papillons) appartenant à la famille des Saturniidae, à la sous-famille des Ceratocampinae.

## Liste des espèces
- Adelowalkeria amazonica (Rothschild, 1907)
- Adelowalkeria caeca Lemaire, 1969
- Adelowalkeria columbia (Schaus, 1892)
- Adelowalkeria comstocki Fleming, 1945
- Adelowalkeria eugenia (Druce, 1904)
- Adelowalkeria flavosignata (Walker, 1865)
- Adelowalkeria philiponi (Bouvier, 1927)
- Adelowalkeria plateada (Schaus, 1905)
- Adelowalkeria torresi (Travassos & May, 1940)
- Adelowalkeria tristygma (Boisduval, 1871)
- Adelowalkeria viettei Travassos, 1959
- Adelowalkeria wardii (Boisduval, 1871)

## Publication originale
- Travassos, 1941 : Adelocefalideos do Estado de Mato Grosso, capturados pela expediYao do Instituto Oswaldo Cruz. Memorias do Instituto Oswaldo Cruz, vol. 35, p. 577-588 (texte intégral).